# Neomyzus circumflexum
Neomyzus circumflexum är en insektsart som först beskrevs av Buckton 1876.  I den svenska databasen Dyntaxa används istället namnet Aulacorthum circumflexum. Enligt Catalogue of Life ingår Neomyzus circumflexum i släktet Neomyzus och familjen långrörsbladlöss, men enligt Dyntaxa är tillhörigheten istället släktet Aulacorthum och familjen långrörsbladlöss. Arten är reproducerande i Sverige. Inga underarter finns listade i Catalogue of Life.